# Борисівка (трипільське поселення)
Бори́сівка — трипільське поселення в районі с. Борисівки Іллінецького р-ну Вінницької області на річці Соб (басейн Південного Бугу). На місці поселення пізніше виникло древньо-слов'янське городище, яке досліджувалось М. Ф. Біляшівським 1904—05 і 1925. Розкопками трипільської Борисівки виявлено округлі ями та залишки наземних чотирикутних будівель, посуд різних форм, зокрема подвійний біноклевидний, крем'яне та ін. знаряддя.